# Rice, Texas
Rice là một thành phố thuộc quận Navarro, tiểu bang Texas, Hoa Kỳ. Năm 2010, dân số của xã này là 923 người.

## Dân số
- Dân số năm 2000: 798 người.
- Dân số năm 2010: 923 người.